# Kampong Baro
Kampong Baro is een bestuurslaag in het regentschap Aceh Timur van de provincie Atjeh, Indonesië. Kampong Baro telt 733 inwoners (volkstelling 2010).